# Lostersjön
Lostersjön är en sjö i Ljusdals kommun i Hälsingland och ingår i Ljusnans huvudavrinningsområde. Sjön är 2 meter djup, har en yta på 0,84 kvadratkilometer och befinner sig 186 meter över havet. Sjön avvattnas av vattendraget Sillerboån (Väljeån).
Sjön har gett namn åt driftplatsen Loster, där tåg kan mötas 15 km norr om Ljusdal längs Norra stambanan.

## Delavrinningsområde
Lostersjön ingår i det delavrinningsområde (687191-150681) som SMHI kallar för Utloppet av Lostersjön. Medelhöjden är 204 meter över havet och ytan är 6,78 kvadratkilometer. Räknas de 83 avrinningsområdena uppströms in blir den ackumulerade arean 924,02 kvadratkilometer. Sillerboån (Väljeån) som avvattnar avrinningsområdet har biflödesordning 2, vilket innebär att vattnet flödar genom totalt 2 vattendrag innan det når havet efter 135 kilometer. Avrinningsområdet består mestadels av skog (70 procent) och sankmarker (10 procent). Avrinningsområdet har 0,84 kvadratkilometer vattenytor vilket ger det en sjöprocent på 12,4 procent.